# Nastika
Nastika (dewanagari नास्तिक) – pojęcie filozofii indyjskiej oznaczające negację słowa astika i tworzące z nią parę przeciwieństw analogiczną do pary ateizm – teizm. Do systemów nastika zalicza się buddyzm i dżinizm.